# Jan Ciecierski (jezuita)
Jan Ciecierski herbu Rawicz (ur. 26 stycznia 1721 na Podlasiu, zm. 15 marca 1760 w Warszawie) – polski jezuita, założyciel i regens Collegium Nobilium jezuitów w Warszawie w latach 1752-1760.
Syn Baltazara i Anny Głębockiej.
W 1737 roku w Wilnie wstąpił do zakonu jezuitów.